# Alan Eustace
Pour les articles homonymes, voir Eustace.
Robert Alan Eustace, né le 19 décembre 1956, est un ingénieur en informatique américain  spécialisé dans le domaine de la connaissance. Il a été vice-président de Google jusqu'en 2015. 
Depuis le 24 octobre 2014, il détient le record mondial de saut en parachute le plus haut ainsi que de la plus longue chute libre.

## Biographie
Fils d'un ingénieur de chez Martin Marietta, Alan Eustace grandit à Pine Hills (Floride). Il occupe tout jeune de petits boulots, par exemple il vend du popcorn à Fantasyland et opère sur le monorail de Walt Disney World Resort. Il étudie à l'université du centre de la Floride où il obtient plusieurs diplômes dont un doctorat en informatique en 1984. Il travaille ensuite plusieurs années notamment pour Compaq, laquelle se fait racheter par Hewlett-Packard, et rejoint Google dès 2002.
Travaillant d'abord au département ingénierie, il est devenu l'un des cadres dirigeants de Google, spécialisé dans le domaine de la connaissance, ce qui comprend notamment la fonction de recherche Google Search et le Knowledge Graph.
Avec très peu d'écho dans les médias et de publicité contrairement au précédent record deux ans plus tôt, cet homme discret a battu en 2014 le record du monde de saut en parachute de Felix Baumgartner en sautant de 41 419 mètres, et le record du monde de Joseph Kittinger avec la plus longue chute libre d'une durée de quatre minutes et demi pour un saut d'une durée totale de quinze minutes. Des pointes de vitesse ont été mesurées à 1 323 kilomètres par heure, soit 367 mètres par seconde.
Début 2015, Alan Eustace prend sa retraite et quitte Google.

## Saut depuis la stratosphère

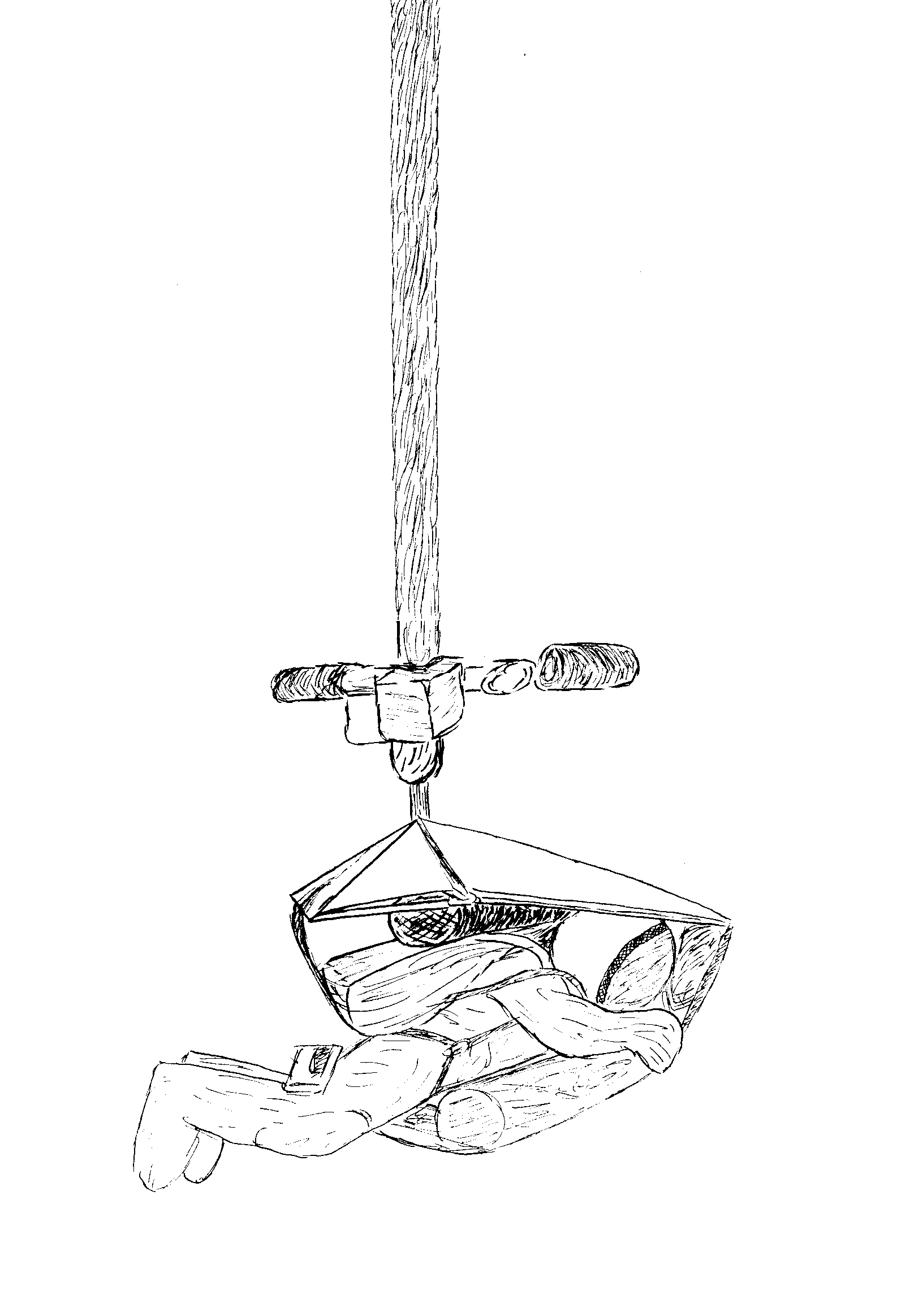
Croquis d'Alan Eustace suspendu à son ballon.

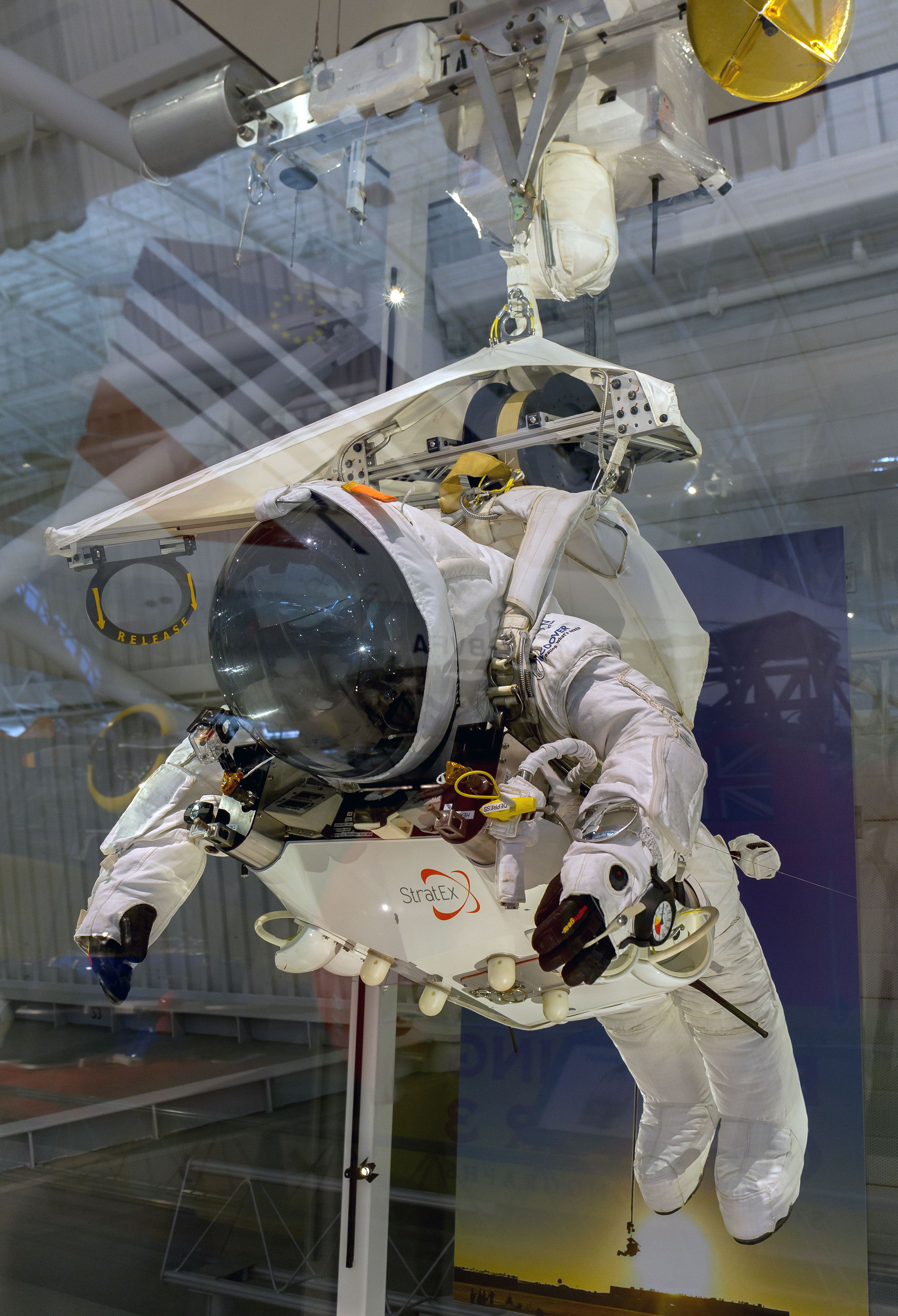
Combinaison et appareillage exposés au Centre Steven F. Udvar-Hazy.

En 2011, Alan Eustace décide de réaliser un saut en parachute depuis la stratosphère et rencontre Taber MacCallum (en), un des membres fondateurs de Biosphère II. Ensemble ils mettent au point les préparatifs du projet pendant trois ans. Paragon Space Development Corporation, la société de MacCallum, met au point pour ce saut un système de support de vie permettant à Alan Eustace de respirer de l'oxygène pur pendant l'ascension et la chute. 
Le 24 octobre 2014, à l'âge de 57 ans, Alan Eustace réalise le saut depuis la stratosphère à une altitude de 135 908 pieds, soit 41 425 mètres, franchissant le mur du son en chute libre et battant le record du saut en altitude détenu depuis le 14 octobre 2012 par l'Autrichien Felix Baumgartner. La hauteur finalement homologuée du record par la Fédération aéronautique internationale (FAI) sera de 135 890 pieds, soit 41 419 m.
Contrairement à Felix Baumgartner, Alan Eustace a réalisé son saut sans capsule. Son ballon rempli de 328 000 m3 (11 600 000 pieds cubes) d'hélium s'est élevé au départ d'une piste abandonnée de l'aéroport de Roswell dans l'État américain du Nouveau-Mexique.
Le ballon fut conçu avec l'aide d'un spécialiste indien, Sreenivasan Shankarnarayan, et celle de Julian Nott (en), un concepteur britannique de ballon. L'équipe technique d'Alan Eustace a conçu une attache en fibre de carbone empêchant l'enchevêtrement du parachute principal lors de son ouverture et permettant de garder le parachute éloigné du corps d'Alan Eustace afin d'éviter un risque d'étranglement. Plusieurs heures avant son ascension, il a dû respirer de l'oxygène pur afin de désaturer en azote son organisme et éviter ainsi un accident de décompression. 
L'ascension dura un peu plus de deux heures, à une vitesse de 488 m (1 600 pieds) à la minute. Alan Eustace se détacha lui-même du ballon à l'aide d'un dispositif pyrotechnique et tomba en chute libre à une vitesse atteignant 822 miles par heure soit 367 m/s ou 1 323 km/h, franchissant la vitesse du son dans l'air.
Après environ quatre minutes et demie de chute libre, Alan Eustace ouvrit son parachute principal et se posa à 112 km du site de lancement. Il rejoignit la Terre après quinze minutes de chute en tout.